# 芦集镇
芦集镇，是中华人民共和国安徽省淮南市潘集区下辖的一个乡镇级行政单位。

## 行政区划
芦集镇下辖以下地区：
潘三东社区、潘三西社区、特凿社区、庙后社区、荣庄社区、董圩社区、芦集村、姚幸村、代楼村、桥西村、城北村、秦圩村、叶集村、王桥村、李盟村、罗集村、葛楼村、石集村、代庙村和梁庙村。